# Saint-Maxire
 Saint-Maxire  es una población y comuna francesa, en la región de Poitou-Charentes, departamento de Deux-Sèvres, en el distrito de Niort y cantón de Niort-Nord.

## Demografía
| 723 | 672 | 724 | 894 | 1057 | 1124 |
| Para los censos de 1962 a 1999 la población legal corresponde a la población sin duplicidades (Fuente: INSEE [Consultar]) |     |     |     |      |      |